# 5e division d'infanterie (États-Unis)
Pour les articles homonymes, voir 5e division.

Insigne de la 5e division d'infanterie américaine.

La 5e division d'infanterie américaine (5th Infantry Division) de l'armée de terre des États-Unis, surnommée Red Diamond, est une unité militaire d'infanterie mécanisée. Elle est actuellement inactive.
Elle participa notamment à la Première Guerre mondiale, à la Seconde Guerre mondiale, à la guerre du Viêt Nam puis à l'opération Just Cause (invasion du Panama en 1989).